# Campeonato Mundial de Atletismo Júnior de 2012 - Lançamento de disco masculino
A prova do lançamento de disco masculino do Campeonato Mundial de Atletismo Júnior de 2012 ocorreu entre os dias 10 e 12 de julho em Barcelona, na Espanha. 

## Recordes
Antes desta competição, os recordes mundiais e do campeonato nesta prova eram os seguintes:
|     | Nome              | Nacionalidade | Distância | Local  | Data                 |
| --- | ----------------- | ------------- | --------- | ------ | -------------------- |
| WJR | Mykyta Nesterenko | Ucrânia       | 70.13 m   | Halle  | 24 de maio de 2008   |
| CR  | Margus Hunt       | Estónia       | 67.32 m   | Pequim | 16 de agosto de 2006 |

## Medalhistas
| Ouro                 | Prata                  | Bronze                |
| Fedrick Dacres (JAM) | Wojciech Praczyk (POL) | Gerhard de Beer (RSA) |

## Cronograma
Todos os horários são locais (UTC+1).
| Data        | Hora  | Evento       |
| ----------- | ----- | ------------ |
| 10 de julho | 18:10 | Qualificação |
| 12 de julho | 19:55 | Final        |

## Resultados

### Qualificação
Qualificação: 59,40 m (Q) ou pelo menos melhor 12 qualificado (q) 
| Posição | Grupo | Atleta              | Nacionalidade  | Tentativas | Tentativas | Tentativas | Resultados | Notas  |
| Posição | Grupo | Atleta              | Nacionalidade  | 1          | 2          | 3          | Resultados | Notas  |
| ------- | ----- | ------------------- | -------------- | ---------- | ---------- | ---------- | ---------- | ------ |
| 1       | A     | Wojciech Praczyk    | Polónia        | 59.32      | 60.72      |            | 60.72      | Q      |
| 2       | A     | Mauricio Ortega     | Colômbia       | 59.84      |            |            | 59.84      | Q, NJR |
| 3       | B     | Jordan Young        | Canadá         | 51.53      | 59.54      |            | 59.54      | Q      |
| 4       | B     | Gerhard de Beer     | África do Sul  | X          | 56.74      | 59.01      | 59.01      | q      |
| 5       | B     | Victor Butenko      | Rússia         | 58.98      | 58.55      | X          | 58.98      | q      |
| 6       | A     | Fedrick Dacres      | Jamaica        | 13.31      | 57.48      | 58.90      | 58.90      | q      |
| 7       | A     | Behnam Shiri        | Irão           | 58.23      | X          | 57.56      | 58.23      | q      |
| 8       | B     | Dalton Rowan        | Estados Unidos | 56.48      | 55.48      | 57.65      | 57.65      | q,     |
| 9       | A     | Arjun Arjun         | Índia          | 47.51      | 56.00      | 57.60      | 57.60      | q,     |
| 10      | B     | Nicholas Percy      | Reino Unido    | 56.89      | 51.67      | 53.32      | 56.89      | q      |
| 11      | A     | Sebastian Scheffel  | Alemanha       | X          | 53.84      | 56.85      | 56.85      | q      |
| 12      | A     | Felipe Lorenzon     | Brasil         | X          | 56.78      | X          | 56.78      | q      |
| 13      | A     | Róbert Szikszai     | Hungria        | 55.68      | 52.65      | 56.51      | 56.51      |        |
| 14      | B     | Mitchell Cooper     | Austrália      | 56.25      | 53.61      | 52.91      | 56.25      |        |
| 15      | A     | Jan-Louw Kotze      | África do Sul  | 53.60      | 55.59      | 54.31      | 55.59      |        |
| 16      | A     | Giacomo Grotti      | Itália         | 51.88      | 54.59      | 55.25      | 55.25      |        |
| 17      | B     | Jaromír Mazgal      | Chéquia        | 54.72      | 52.46      | 53.49      | 54.72      |        |
| 18      | A     | Rodney Brown        | Estados Unidos | 54.66      | X          | 53.03      | 54.66      |        |
| 19      | B     | Damian Kamiński     | Polónia        | 53.87      | 54.50      | 54.31      | 54.50      |        |
| 20      | B     | Philipp van Dijck   | Alemanha       | X          | 53.49      | 54.42      | 54.42      |        |
| 21      | A     | Jaka Žulic          | Eslovênia      | 52.71      | X          | X          | 52.71      |        |
| 22      | A     | Søren Børsting      | Dinamarca      | 51.71      | 51.37      | X          | 51.71      |        |
| 23      | A     | Nikola Cankovic     | Sérvia         | X          | X          | 49.39      | 49.39      |        |
| 24      | B     | Juan Ignacio Solito | Argentina      | 53.41      | 53.10      | 49.60      | 53.41      |        |
| 25      | B     | Viktor Gardenkrans  | Suécia         | 53.24      | 51.74      | X          | 53.24      |        |
| 26      | B     | Stefano Petrei      | Itália         | 50.64      | X          | 52.48      | 52.48      |        |
| 27      | B     | Andreas Ellegaard   | Dinamarca      | X          | 51.98      | 50.61      | 51.98      |        |
| –       | B     | Murat Gündüz        | Turquia        | X          | X          |            | NM         |        |

### Final
A prova final foi realizada no dia 12 de julho ás 19:55. 
| Posição           | Atleta               | Nacionalidade  | Tentativas | Tentativas | Tentativas | Tentativas | Tentativas | Tentativas | Resultados | Notas           |
| Posição           | Atleta               | Nacionalidade  | 1          | 2          | 3          | 4          | 5          | 6          | Resultados | Notas           |
| ----------------- | -------------------- | -------------- | ---------- | ---------- | ---------- | ---------- | ---------- | ---------- | ---------- | --------------- |
| Medalha de ouro   | Fedrick Dacres       | Jamaica        | 60.46      | 62.80      | X          | 61.20      | X          | 61.29      | 62.80      | Recorde pessoal |
| Medalha de prata  | Wojciech Praczyk     | Polónia        | 62.66      | X          | X          | X          | 59.61      | 62.75      | 62.75      |                 |
| Medalha de bronze | Gerhard de Beer      | África do Sul  | 56.56      | 60.13      | 61.25      | 61.57      | X          | X          | 61.57      |                 |
| 4                 | Victor Butenko       | Rússia         | 58.96      | 59.96      | X          | 59.12      | 59.04      | 61.48      | 61.48      |                 |
| 5                 | Felipe Lorenzon      | Brasil         | X          | X          | 61.18      | 57.39      | X          | X          | 61.18      | Recorde pessoal |
| 6                 | Jordan Young         | Canadá         | 57.45      | X          | 57.68      | 60.44      | 59.89      | X          | 60.44      |                 |
| 7                 | Dalton Rowan         | Estados Unidos | 58.75      | 57.55      | X          | X          | X          | 59.31      | 59.31      | Recorde pessoal |
| 8                 | Nicholas Percy       | Reino Unido    | 56.47      | 54.83      | 57.79      | X          | X          | 56.98      | 57.79      |                 |
| 9                 | Mauricio Ortega      | Colômbia       | 51.29      | 57.41      | 57.50      |            |            |            | 57.50      |                 |
| 10                | Sebastian Scheffel   | Alemanha       | X          | 56.71      | 56.77      |            |            |            | 56.77      |                 |
| 11                | Arjun Arjun          | Índia          | 54.56      | X          | 52.75      |            |            |            | 54.56      |                 |
|                   | Behnam Shiri Jabilou | Irão           | X          | X          | X          |            |            |            | NM         |                 |

Legenda
| Recorde mundial       | Recorde mundial (World record)               |                       | Recorde africano                      | Recorde africano (African) |                                           | Q | Classificado por posição (Qualified) |
| Recorde do campeonato | Recorde do campeonato (Championship record)  | Recorde da América    | Recorde da América (Americas)         | q                          | Classificado por melhor tempo (Qualified) |   |                                      |
| Melhor marca do ano   | Melhor marca do ano (World leading)          | Recorde asiático      | Recorde asiático (Asian)              | DNS                        | Não largou (Did not start)                |   |                                      |
| Recorde nacional      | Recorde nacional (National record)           | Recorde europeu       | Recorde europeu (European)            | DNF                        | Não terminou (Did not finish)             |   |                                      |
| Recorde pessoal       | Recorde pessoal do atleta (Personal best)    | Recorde da Oceania    | Recorde da Oceania (Oceania)          | DSQ / DQ                   | Desclassificado (Disqualified)            |   |                                      |
| Recorde da temporada  | Recorde da temporada do atleta (Season best) | Recorde sul-americano | Recorde sul-americano (South America) | NM                         | Sem marca (No mark)                       |   |                                      |